# 葛根廟事件

満洲国興安総省（現中国内モンゴル自治区ヒンガン盟

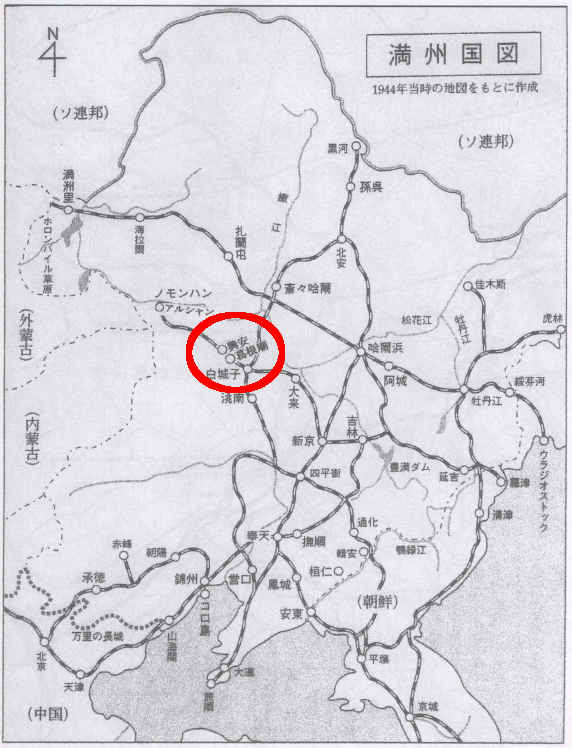
葛根廟と興安街の位置（1944年作成の満洲国地図）

葛根廟事件（かっこんびょうじけん）は、1945年8月14日、満洲国興安総省の葛根廟付近において日本人避難民千数百人（千二百余名）が攻撃を受け、1,000名以上が虐殺され、あるいは自決した事件。葛根廟駅事件ともいう。
避難民の約9割以上が女性や子供であった。赤軍が去った後に、生存者も自決したり、その後の避難の途上で中国人やソ連兵などの襲撃を再び受けるなどして、帰還を目指す多くの日本人居留民が犠牲となった。
はっきり確認された生存者は百十数名、後に発見された残留孤児を入れても百数十名に過ぎないという。
8月14日の葛根廟事件、8月17日の東京荏原開拓団964名の遭難（双明子事件）、8月25日の仁義佛立講開拓団400名の遭難（洮南西方20キロ）とをあわせて、「総省三大遭難事件」、「興安三事件」、「興安省における三大遭難事件」と呼ばれる。また、この葛根廟事件を8月12日の麻山事件、8月27日の佐渡開拓団跡事件と合わせて「北満三大悲劇」ともされる。

## 事件の経過

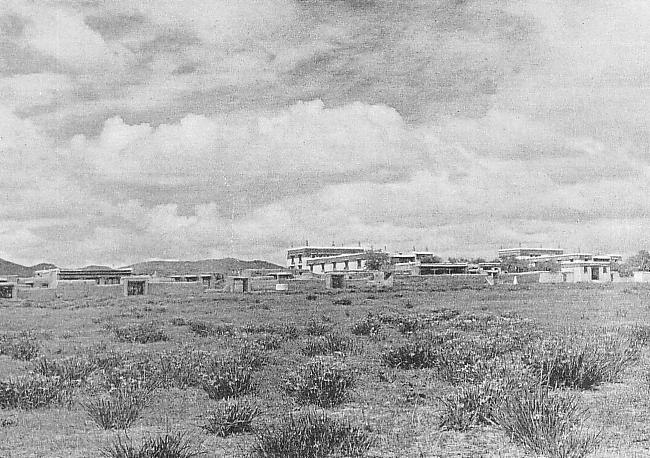
葛根廟（1940年頃）

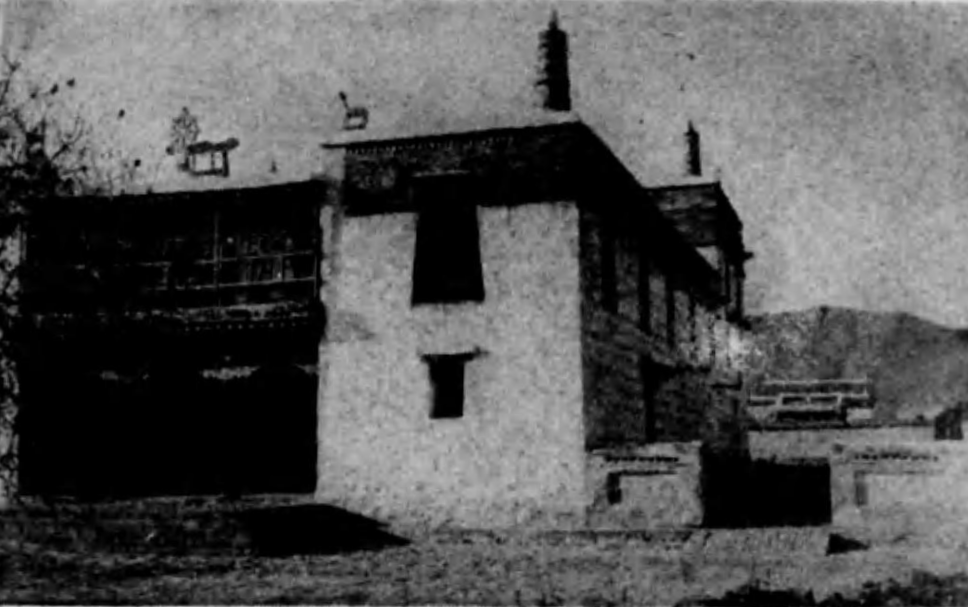
葛根廟。白阿線葛根廟駅北方約3kmの龍山の麓に建っている。東蒙第一と称される壮麗で規模宏大なチベット仏教の寺院（廟）。清の雍正元年（1723年）当時強大を誇ったチベット仏教勢力を懐柔去勢の目的で創建されたものと言われる。背面に興安嶺の支脈を負い、全面には一望千里の草原が海のように連なり、廟はあたかも陸の竜宮のように屹立していた。廟は5つの寺より成り、1940年ごろには約500人のチベット仏教の僧侶（ラマ）がいた。毎年春秋2回行われていた廟会には近郊より参詣客が押し寄せ、広大な敷地が埋もれてしまうほど盛大だった。

1945年8月8日、ソ連は日ソ中立条約を破棄して日本に宣戦を布告し、さらに8月9日未明に満洲国、朝鮮半島、樺太などに侵攻を開始した。(小興安嶺・奉天攻撃作戦も参照)
8月10日と11日の両日、満州国の興安総省の省都である興安（別称、興安街ないし王爺廟。後の内モンゴル自治区ヒンガン盟のウランホト）が爆撃を受け、興安の都市機能はほぼ破壊された。興安には興安総省の民間人4千人の内3千人がいたとみられる。興安では、かねてからソ連の侵攻に備え「興蒙対策」をたて、その中の避難計画では居住地域や職場所在地で3班に分けていた。
第1班：興安の西半分の住民を興安総省参事官の高綱が率いて避難する計画で、ここには総省公署が居住、軍官学校職員関係者家族も属した。
第2班：興安の東半分の住民を参事官浅野良三が率いて避難する計画で、合作社関係者及び電信電話局職員がいた。自営業者や会社員などが多かったとされる。
第3班：東京荏原開拓団及び仁義仏立開拓団。
高綱隊は10日から出発を始め11日午前中には最後の貨物列車に乗って全ての出発を終え、無事脱出に成功した。
関東軍は後退を総省公署幹部にさえ伝えず、東側地区の住民は自営業者や会社員などが多く情報の入手やトラック・馬車の確保にハンデがあったのに対し、西側地区住民は軍関係者がいて事態をいち早く知ったとも説明される。
実際には、関東軍は、軍関係者家族のいる第1班の高綱隊が集合している10日に、第2班の浅野隊には軍が撤退すること自体を伏せて、表向きはソ連軍との戦闘に必要として、浅野隊が満蒙対策に基き用意していたトラックや馬車をむしろ徴発していた。第1班～第3班とは、単なる区分ではなく、初めから関東軍が自身らの家族と財産を先に確実に逃すための避難させる順番であった可能性も高い。
その結果、浅野隊は鉄道便を逃したばかりか、病人・老人・幼児の運搬手段の確保に手間取り、ようやく馬車1台を見つけることが出来、11日午後4時、浅野の指揮の下、ようやく行動隊が組織されることとなった。
浅野良三の隊は、周辺の開拓団にも合流を促す使いも派遣していたことが分かっている。
その夜、浅野良三の行動隊は興安の東4kmのウラハタという町に入り、炊き出しも行われ、学校や防空壕で一夜を過ごした。ここで、「興安七生隊」と称する7つの中隊を組み、小銃や手榴弾を持ったわずかな男性らが各中隊の護衛にあたることになった。行動隊の本来の目的地は北東へ約100キロメートル離れた扎賚特旗（ジャライド旗）音徳爾鎮（オンドル鎮、インドル、イントールとも）であった。しかし、すでに列車はなくなり、また、以前より馬車30台を準備していたが、それらは前日に馬車や自動車は関東軍に徴用された（厳密には、病人輸送用に馬車が1台残されていたという）。そこで、婦女子の疲労や周辺の治安状況を鑑み、徒歩で興安街の南東約35キロメートルに位置する葛根廟鎮に向かい、そこで葛根廟駅への列車（白阿線）到着を待ち、白城子（後の吉林省の白城）へ避難、同地で関東軍の保護を受けつつ列車でさらに南下するという計画に変更、翌12日から移動を開始した。葛根廟を保護と休息を得る場所としてあてにしたという説、寺院にいる日本人ラマ僧の援助をあてにしたという説、旗公署が事態に備え大量のアヘンを葛根廟に埋め隠していて避難民が満洲に取り残された際に生計を立てるための資産としてあてにしていたという説もある。13日夕刻には大雨に遭ったという。
8月14日午前11時40分頃、行動隊がラマ教寺院のある葛根廟丘陵付近まで到達したところで、ソ連軍中型戦車14両とトラック20台に搭乗した歩兵部隊に遭遇した。このとき隊列は2キロにわたって伸びていたとされ、生存者は百数十名程度で、誰が目撃し誰に伝えた話であるのかもはっきりとしていないが、東京外語大ロシア語科出の浅野参事官は白旗を掲げ、ソ連軍に叫ぶように話しかけながら向かったが、機関銃で射殺されたという話も生存者の間では伝えられている。浅野は話しかけようとしていたというだけで白旗のことがない話や浅野のそばにいた老婦人が常に白い毛布を被っていたという話もあり、白旗は老婦人の毛布のことが混同され膨らんだ可能性もある。ソ連軍は丘の上から行動隊に対し攻撃を開始し、戦車が機関銃で攻撃を加えながら進んでいった。ソ連軍戦車は攻撃をある程度続けると引き返しては、4～5回攻撃を繰り返した。戦車による襲撃が止むとトラックや戦車から降りたソ連兵が生存者を見つけ次第次々と射殺し、銃剣で止めを刺していった。2時間余りの間に非武装の女性、子供を主体とした多数が殺害され、その後の自決や地元の暴徒の襲撃もあって、このとき1,000人以上が亡くなったのではないかとされる。直接の銃撃で殺害を免れた者も、被弾して負傷した者や、家族が殺害された者が多く、結局、多数の者が家族を手にかけたり、自決したという。生存していたことが後に確実に確められた者は百数十名にすぎないとされている。犠牲者のうちの200名近くの児童は、興安街在満国民学校の児童であった。護衛・反撃に回るはずの肝心の関東軍部隊は既に南転済みであった。
ソ連兵が去った後も自決によるとされる銃声が散発的に響いていたという。現地住民らが死体からの掠奪に現れ、遺体から衣服など身ぐるみを剥がされるなどした。また、逃れようとして川で溺死した者もいた。ある1人の女性はソ連兵に子供を殺され、続いて襲ってきた中国人に衣服を全てはぎ取られた上に鎌で乳房を切り落とされている。中国人たちは、生き残った母子を見つけると母親を棒で殴りつけ、子供を奪っていった。親を殺された子供達は、生き残った大人のもとに集まっていたが、中国人たちはその子供たちをも同様に奪っていった。当時は日本人の男児は300円、女児は500円で売買されるのが一般的であった。生存者の中には三々五々集まり、集団自決が始まり自決を望む者を刺殺して回る男性ら、男性ばかりか小銃をもって決死隊を組み報復に行くと言って去る女性らまでいたが、反撃はならなかったとされている。
8月15日の終戦後も、生き残って逃れて来た避難民に対する襲撃は続いた。事件後に10人余りの婦女子の一団に加わった12歳の少女の証言によると、少女が加わった女性たちの一団は、暴民に襲われて衣服を奪い取られ暴行を受けるなどしながら、一週間余りをかけて葛根廟駅から10キロのところにある鎮西駅にたどりついた。女性たちは駅から少し離れたところにある畑の空き家に身を寄せることにしたが、夜になるとソ連兵に発見され、深夜まで暴行が行われた。暴行が終わるとソ連軍兵士たちは屋外に積まれてあった枯れ草を家の中に投げ入れては火を付け、女性たちを焼き殺そうとした。少女と妹は窓のそばにいたために難を逃れることができたが、他の女性たちは火の回りが早く脱出できなかったようであると証言している。助かった少女はその後、残留孤児として生きることを余儀なくされた。
一方、中国人、モンゴル人、朝鮮人のなかには生存者に食事を提供する者もおり、中国人のなかには子供を手厚く育てる者もいた。行動隊の生き残った親を殺された子供たちは、さまざまな経緯から中国残留孤児となっていた。約30人が残留孤児となった。また、多くの女性が中国残留婦人となることを余儀なくされた。
国民学校は校長夫婦以下児童270人うち200人が殺害された。
藤原作弥は「この事件は暴民ではなく一国の軍隊の攻撃によって無差別的に大量虐殺されたという点では、終戦時に満洲の日本人難民が遭遇した最大の悲劇といってよかろう」と評している。ただし、犠牲者数で言えば、自決・ソ連軍との戦闘で1400人以上、一説には約2千人が亡くなったとされる佐渡開拓団跡事件（佐渡開拓団事件とも。ただし、この事件は佐渡開拓団が入植地を発った後に、空いたその住居・施設に寄り集まった他の開拓団らの団員が犠牲者である。）の方が大きく、通常は佐渡開拓団跡事件が「全満開拓団最大の悲劇」といわれる。
事件の原因ないしきっかけについて、前々日から当日までソ連の飛行機が偵察に来て爆弾も落としていて、その偵察機が誘導したという説、前夜一行が葛根廟村に泊ったときに現地モンゴル人とトラブルがあり通報されたという説等がある。逆に、ソ連機が常時飛来していたが、特に攻撃してくることもなかったので、特別な警戒処置はせず、落伍者防止に専念していたという証言もある。男性らが護衛のために銃器を携帯していたため日本軍と誤認されたのではないかと思うほど攻撃が激しかったという者もいて、実際に、大部隊ではないものの付近に日本軍の斥候隊や伝令兵がいて彼らも事件を目撃している。
一般に、このときの避難民団にはしばしば小銃程度の武器を所持する者がいたが、ときには軽機関銃を備えた団すらあった。もともと匪賊らを相手にしていた開拓団ではときに戦闘に女性も参加することがあり、また、後の佐渡開拓団跡事件では、小学5年生以上の児童が男女を問わず戦闘に参加させられている。あるいは、終戦前のこの時期に他の日本人の民間人団体と何らかの戦闘が既に起こり、女性兵士もいるソ連軍に、日本人は民間人団体であっても婦女子も混じって戦闘に参加しているというイメージを持たれていた可能性もある。この他、供給された武器を使ってみたかったソ連軍将兵らが関東軍がいち早く逃走していたために肩透かしをくって鉾先が難民に向かったのではないかとする説等もある。

## ソ連・ ロシアにおける言及
V.P.ジモニン（歴史学博士）は、ソ連軍の避難民虐殺は「神話」であると主張している。 開戦からソ連軍最高総司令部は民間人に対して人道的な取り扱いがなされるよう命令していたが、関東軍兵士が女性と子供を強制的に自決させたという。
避難民女性達は日本軍のプロパガンダのせいで恐怖し、ソ連兵士に強姦されると思ったため自決したと主張している。
E.S.セニャフスカヤは、「ソ連軍兵士の開拓民に対する虐殺」という捏造が広まったと主張している。

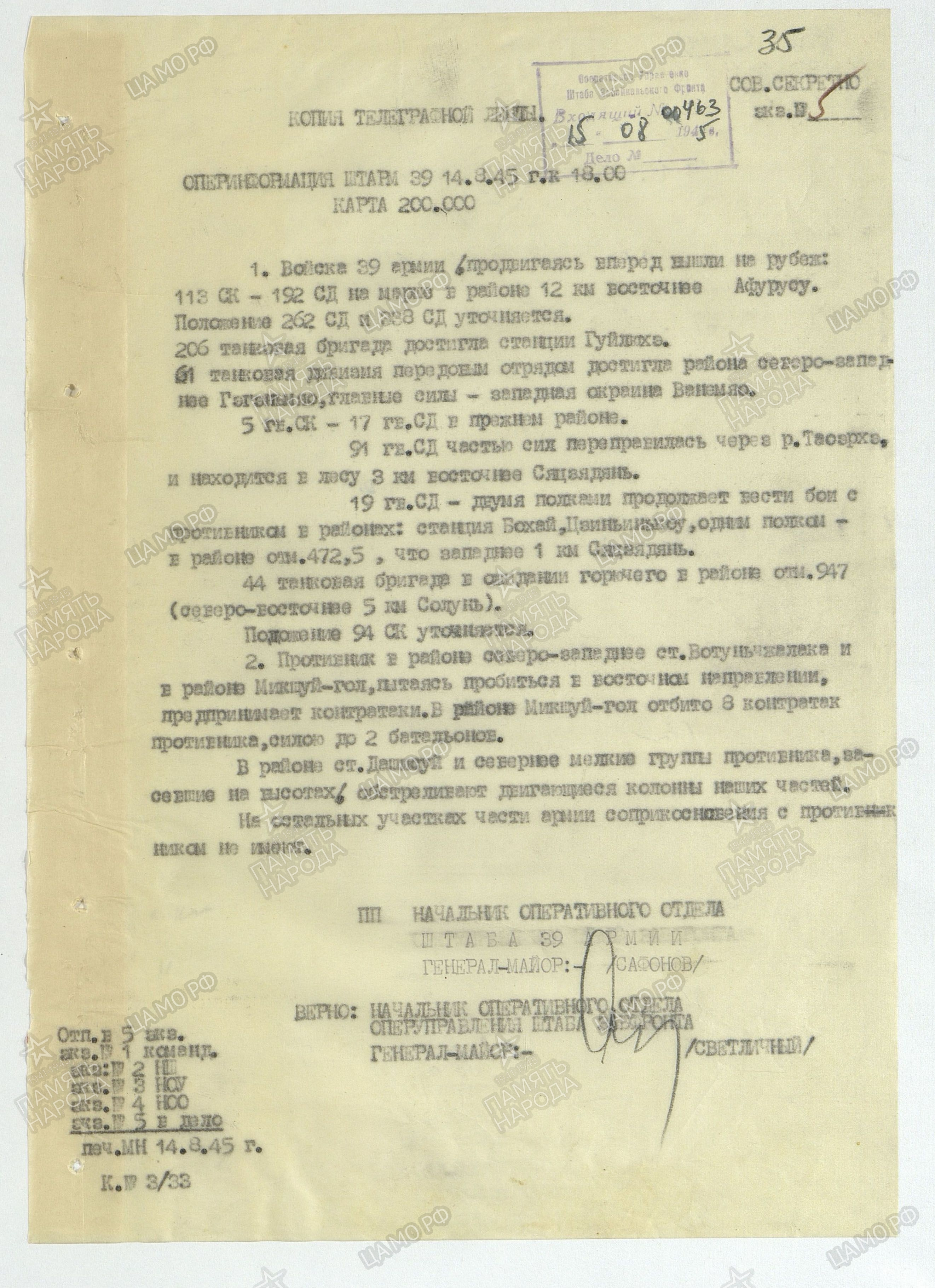
1945年8月14日、ソ連第39軍本部の報告書

ソ連軍の戦闘記録によると、8月14日にソ連第17親衛狙撃師団、 第19親衛狙撃師団、 第91親衛狙撃師団と第61戦車師団（第39軍第5狙撃軍団所属。司令官はI.I.リュードニコフ上級大将）の先発隊は葛根廟北西の地域で停止したが、その場所の周辺で戦闘行為は行われておらず、射撃もなされなかったという。15日にこの部隊は白城子へ攻撃を続け、白城子駅を占領した。ペレストロイカ後、公表された資料をみても、2025年まで、これについて書かれたものは見つかっていない。